# Filippo Crociati
Filippo Crociati (Rimini, 19 novembre 1974) è un ex giocatore di baseball italiano.

## Carriera

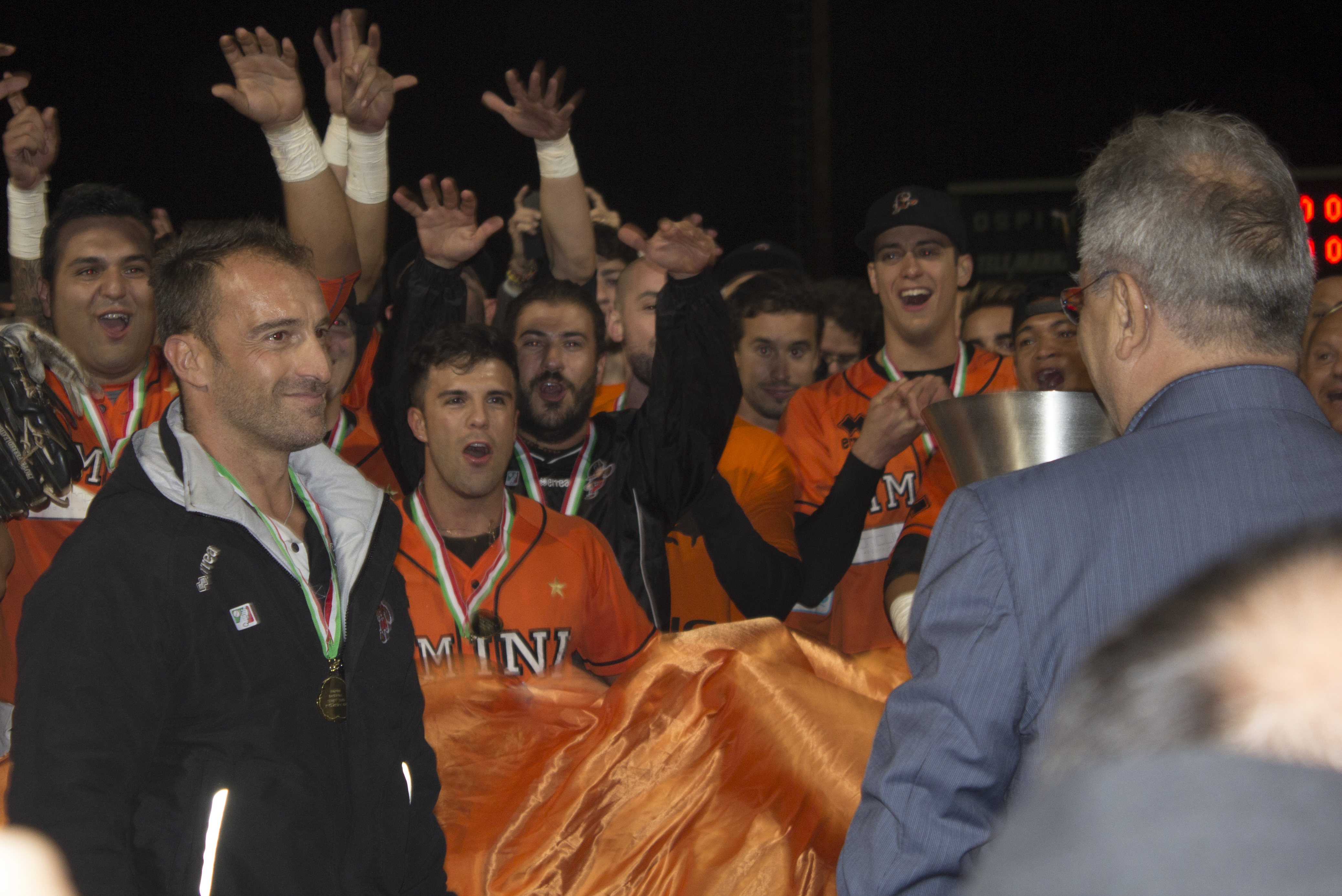
Crociati riceve la coppa dello scudetto 2015 appena vinto da Rimini

### Club
Cresce nelle giovanili del Rimini Baseball, squadra della sua città natale con cui esordisce anche in prima squadra. Successivamente scende a farsi le ossa a Riccione, poi gioca un anno in Serie A1 a San Marino.
Nel 1996 "Pippo" fa ritorno a Rimini, diventando di fatto una colonna della squadra grazie a una lunghissima militanza: durante questo periodo con i Pirati conquista quattro scudetti, due Coppe Italia e due finali di Coppa dei Campioni, perse entrambe conto gli olandesi del Neptunus Rotterdam.
Il 12 giugno 2013, tre giorni dopo aver alzato a Barcellona la coppa che ha permesso ai Pirati di qualificarsi alla finale di Coppa Europa, è vittima di un grave incidente stradale. Le conseguenze lo hanno costretto ad abbandonare il baseball giocato.

### Nazionale
Crociati ha debuttato in azzurro nel 1997, in occasione di una serie di incontri disputati in Sudafrica contro la Nazionale locale.
Da lì in poi ha collezionato complessivamente 36 presenze all'attivo.
Tra queste spiccano le partecipazioni ai campionati mondiali 2001, disputati a Taiwan, e a quelli del 2009 (a otto anni di distanza dalla sua ultima convocazione) le cui fasi finali si sono tenute proprio in Italia.

## Palmarès
- Campionati italiani: 4

Rimini: 1999, 2000, 2002, 2006
- Coppe Italia: 3

Rimini: 2001, 2002, 2013